# Podagrion worcesteri
Podagrion worcesteri är en stekelart som beskrevs av Girault 1913. Podagrion worcesteri ingår i släktet Podagrion och familjen gallglanssteklar. Inga underarter finns listade i Catalogue of Life.